# Johann Weynand
Johann Weynand (Nidrum, 21 september 1923 - aldaar, 16 februari 1997) was een Belgisch politicus van de CSP.

## Levensloop
Hij was van 1950 tot 1973 gemeentesecretaris in Elsenborn. Na de verkiezingen van 1971 waren er afspraken dat hij namens PSC senator zou worden, maar hij werd onverwachts niet verkozen tot provinciaal senator voor Luik en ook niet gecoöpteerd. Hij stootte op onverwachte tegenstand van de Vlaamse CVP omdat hij tijdens de Tweede Wereldoorlog in de Wehrmacht had gediend. Van januari tot november 1973 was hij kabinetschef van Guillaume Schyns, staatssecretaris voor de Oostkantons en Toerisme in de regering-Leburton.
Hij was de eerste voorzitter van de Cultuurraad voor de Duitse Cultuurgemeenschap, een mandaat dat uitvoerde van 23 oktober 1973 tot 31 december 1976. Hij werd in deze functie opgevolgd door Albert Gehlen. Hij zetelde van 23 oktober 1973 tot 14 januari 1977 in de Cultuurraad voor de Duitse Cultuurgemeenschap en werd voor de resterende legislatuur opgevolgd door Winfried Croé. Van 1977 tot 1988 was hij adjunct-arrondissementscommissaris te Malmedy.